# Конеккеткен
Конеккеткен (каз. Көнеккеткен) — село в Акжаикском районе Западно-Казахстанской области Казахстана. Административный центр Конеккеткенского сельского округа. Код КАТО — 276247100.

## Население
В 1999 году население села составляло 1081 человек (561 мужчина и 520 женщин). По данным переписи 2009 года, в селе проживало 949 человек (485 мужчин и 464 женщины).
До мая 2013 года относился к Теректинскому району Западно-Казахстанской области.